# Franz Richard Maria Joseph Gattermann

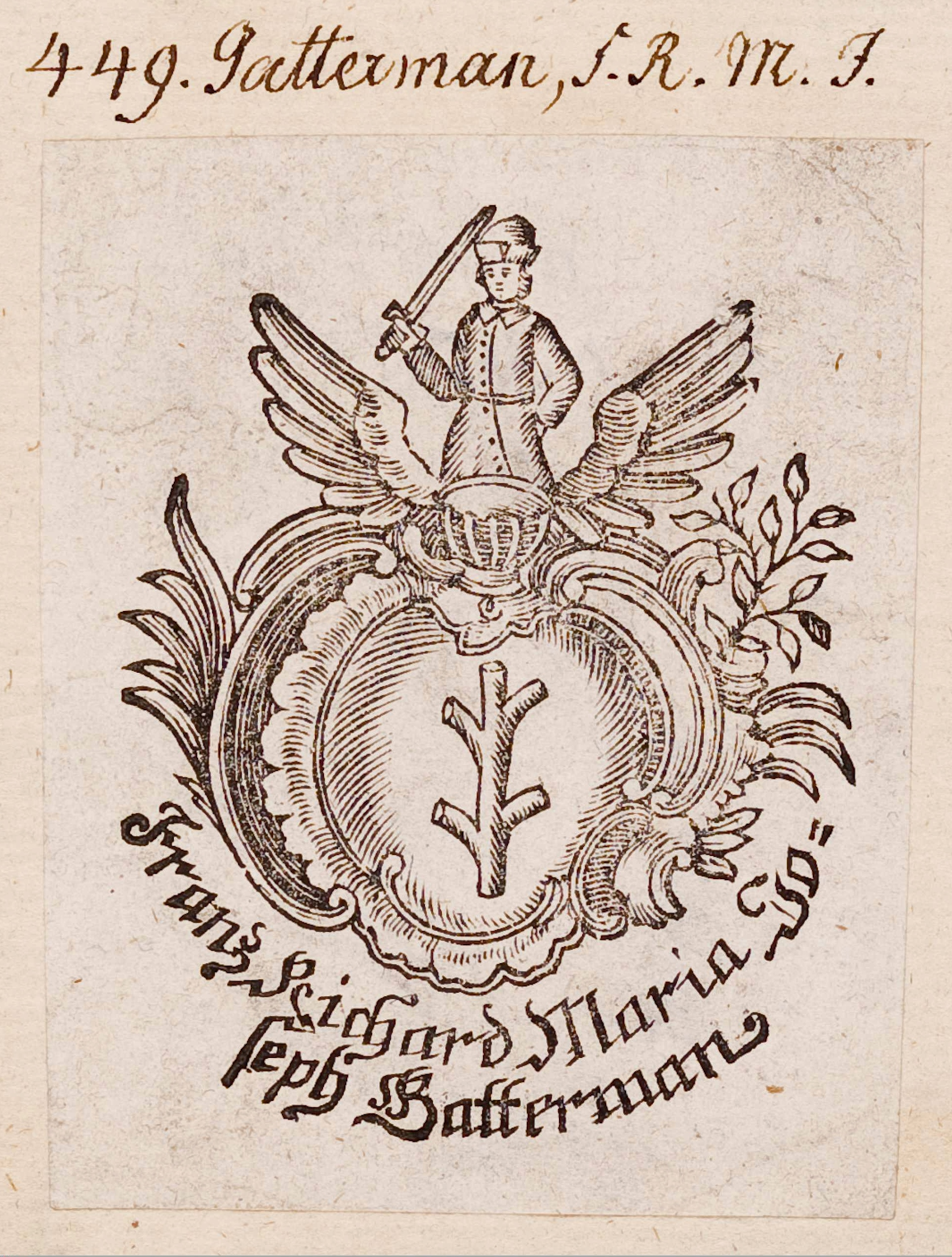
Exlibris mit Wappen von Franz Richard Maria Joseph Gatterman

Franz Richard Maria Joseph Gattermann (* 13. Februar 1753 in Schweich; † 14. März 1830 in Trier) war ein deutscher Richter und Beamter.

## Leben
Gattermann war der Sohn des kurtrierschen Rats und Schultheißen Friedrich Franz Gattermann (1725–1780) und dessen Ehefrau Maria Dorothea geb. Armbruster (1720–1782). Er besuchte die philosophische Fakultät der Universität Trier und wurde 1776 dort Baccalaureus. Danach arbeitete er als Advokat in Trier. 1778 wurde er Hochgerichtsschöffe beim kurfürstlichen Hofgericht. Am 27. November 1779 wurde er durch Kurfürst Clemens Wenzeslaus zum Amtmann im Amt St. Wendel ernannt. Er war in Personalunion dort auch Amtskeller und Spezialeinnehmer. In der Stadt St. Wendel war er Stadtschultheiß und Ratsmitglied. Neben der Aufgabe als Amtmann in St. Wendel war er ab dem 1. August 1788 auch Wirklicher Hofrat beim Appellhof in Trier.
Mit der Einnahme des linken Rheinufers durch französische Revolutionstruppen wurde auch das Amt St. Wendel am Neujahrstag 1794 französisch besetzt und später annektiert. Gattermann befand sich zu diesem Zeitpunkt in Trier. Er konnte in der Franzosenzeit nicht mehr nach St. Wendel zurückkehren, wurde aber in Kurtrier bis 1797 formell als Amtmann geführt. Faktisch war er in verschiedenen Funktionen für den Kurfürsten tätig. Nach dem Frieden von Campo Formio war klar, dass das Amt St. Wendel französisch bleiben würde. Gattermann trat in französische Dienste, passte seinen Nachnamen in „Aussprache und Schreibweise […] den politischen Gegebenheiten“ an (François-Richard-Marie-Joseph Gatterman) und wurde im Jahr XII (l’an XII) des französischen Revolutionskalenders, demnach 1803/04, Generalprokurator am Kriminalgerichtshof Koblenz. Der „Kriminal-Prokurator zu Koblenz, Herr Gattermann“, wurde nach dem Ende der französischen Herrschaft (1814) mit Datum 4. Mai 1820 per Kabinettsordre zum Landgerichtsrat beim Landgericht Trier ernannt. Als solcher trat er am 24. November 1827 in den Ruhestand.
Gattermann gehörte 1808 zu den Gründungsmitgliedern der Koblenzer Casino-Gesellschaft, der später auch seine Söhne Christian und Johann Gerhard beitraten.

## Familie
Ehefrau
Am 31. Juli 1782 heiratete er in St. Wendel Maria Elisabetha Christina Bibiane Josepha (* 18. Juli 1757 in Ehrenbreitstein; † 1. Februar 1842 in Trier), die Tochter des Hofrates und späteren Professors Eschermann und seiner Ehefrau Auline Anna Maria Reuland.
Kinder
- Maria Anna Gerharda Gattermann (* 17. Juli 1783 in St. Wendel; † 24. Januar 1845 in Trier)
- Maria Barbara Irmine Josepha Gattermann (* 19. Dezember 1784 in St. Wendel; † 20. Januar 1835 in Koblenz)
- Johann Gerhard Jacob Franz Wendelin Gattermann (* 25. Mai 1786 in St. Wendel; † 1823)
- Joseph Christian Hermengild Gattermann (1788–1860) (preußischer Landrat)[7]
- Wilhelm Maria Jacob Wendelin Gattermann (* 29. Oktober 1789 in St. Wendel; † 1867)
- Stephanie Francisca Xaveria Gattermann (* 10. Juni 1791 in St. Wendel; † kurz darauf)
- Anna Karolina Franzisca Xaveria Gattermann (* 22. Juli 1793 in Rhaunen; † 22. August 1872 in Trier[8])
- Peter Josef Gattermann (* 25. Mai 1796 in Trier; † 18. Mai 1797 in Trier)
- Lothar Friedrich Jacob Gattermann (* 25. Mai 1796 in Trier; † 1849)

## Ehrungen
- 14. Juni 1804 (25 Prairial an XII): Ernennung zum Mitglied der Ehrenlegion (légionnaire)[9]
- 1827: Roter Adlerorden 3. Klasse[10]